# Аліція Дигус
Аліція Дигус (пол. Alicja Dyguś; нар. 6 березня 1994, Люблін, Польща) — польська футболістка, права захисниця клубу ГКС (Катовіце). Виступала за молодіжну жіночу збірну Польщі (WU-19).

## Клубна кар'єра
Вихованка клубу «Відок» (Люблін), у футболці якого дебютувала у дорослому футболі в сезоні 2009/10 років. Допомогла команді з Любліна виграти вихід до східної групи Першої ліги, а по ходу сезону 2010/11 років перейшла до КС АЗС АВФ (Бяла-Подляська). У новому клубі отримала свій перший шанс зіграти в матчі проти «Стілона» (Гожув-Великопольський), виграному АЗС з рахунком 3:0. У Бялій-Подляській вона провела загалом 31 матч у чемпіонаті. Починаючи з сезону 2013/14 років виступала за «Гурник» (Ленчна), з яким у 2013-2017 роках тричі вигравала віце-чемпіонство Польщі, одного разу бронзу чемпіонат Польщі, а також тричі доходила до фіналу Кубка Польщі та один раз до півфіналу, а в сезоні 2017/18 років допомогла «Гурнику» (Ленчна) здобути свій перший титул чемпіонки Польщі (за три тури до завершення турніру, завдяки домашній перемозі АСЗ ПВСЗ (Вальбжих) з рахунком 2:1 у 24 турі) і Кубок Польщі, де у фіналі ленчанки з рахунком 2:1 перемогли «Чарні» (Сосновець).
Першим голом в Екстралізі забила 8 листопада 2015 року у переможному (3:1) виїзному матчі проти ККП (Бидгощ), який переміг Ленчна з рахунком 1:3.
Після завершення сезону 2020/21 років разом з Емілією Здунек вільним агентом перейшла в ГКС (Катовіце).

## Кар'єра в збірній
За час перебування на посаді тренера Войцеха Басюка отримувала численні виклики до молодіжної збірної (WU-19), але так і не отримав виклик до національної збірної Польщі.

## Досягнення
- Екстраліга
  -  Чемпіон (3): 2017/18, 2018/19, 2019/20
  -  Срібний призер (3): 2013/14, 2015/16, 2016/17
  -  Бронзовий призер (2): 2014/15, 2020/21

- Кубок Польщі
  -  Володар (2): 2017/18, 2019/20
  -  Фіналіст (3): 2014/15, 2015/16, 2016/17
  - 1/2 фіналу (1): 2020/21

- Вихід до 1/16 фіналу Ліги Європи УЄФА: 2020/21